# 셰뇌라발므
셰이니외라발므 (Cheignieu-la-Balme)는 프랑스 오베르뉴론알프 앵주의 코뮌이다. 주민 명칭은 '셰이니외라' (Cheignieulats)이다.

## 지리
벨레 아롱디스망의 벨레 캉통에 속해 있으며, 뷔제쉬드 코뮌공동체의 일원이다.

## 역사
1855년 5월 12일까지 콩트르보 코뮌의 촌락으로 속해 있었었다가 별개의 코뮌으로 독립되어 지금까지 유지되고 있다.

## 인구
| 연도 | 인구 | ±%    |
| ---- | ---- | ----- |
| 2004 | 140  | —     |
| 2006 | 139  | −0.7% |
| 2007 | 144  | +3.6% |
| 2008 | 150  | +4.2% |
| 2009 | 156  | +4.0% |
| 2010 | 157  | +0.6% |
| 2011 | 159  | +1.3% |
| 2012 | 152  | −4.4% |
| 2013 | 146  | −3.9% |
| 2014 | 139  | −4.8% |
| 2015 | 139  | +0.0% |
| 2016 | 136  | −2.2% |

## 명소
이곳에 자리한 에클라즈 성은 14세기 처음 지어져 17세기에 증축된 고성으로 프랑스 사적으로 등록되어 있다. 이밖에 마을 교회와 생클로드 예배당이 있다.
마을 주변으로 샬레 숲 (Bois de Charley), 몰라르드동 산 (Mollard de Don) 등의 자연경관이 갖춰져 있으며, 생태동식물 관심구역 1등급 (ZNIEFF)으로 지정된 코뮌이기도 하다.

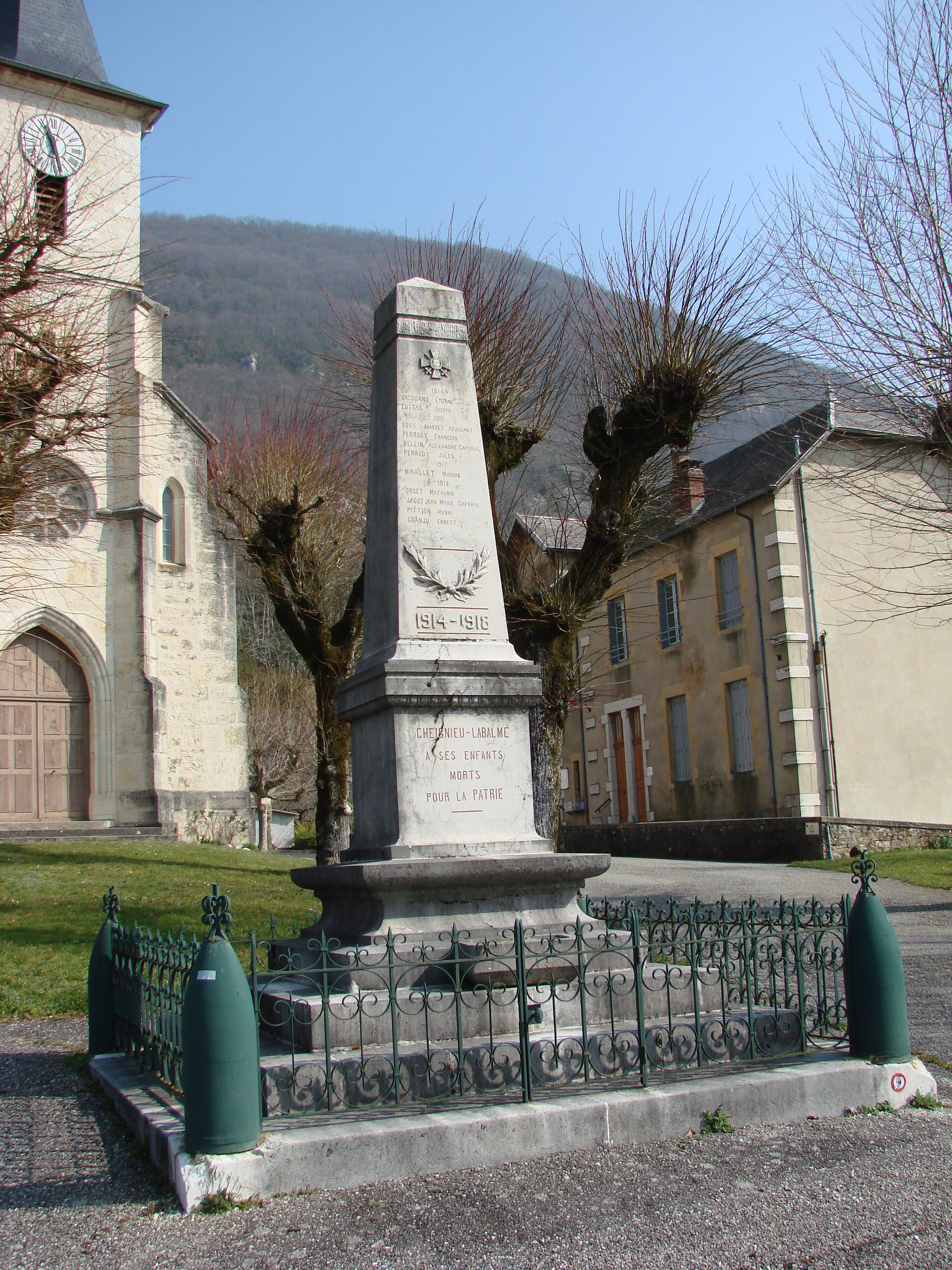
마을 추모비

## 같이 보기
- 앵주의 코뮌 목록